# Cassone (Malcesine)
Cassone (Casón in veneto) è una località sulla sponda nord-orientale del Lago di Garda e frazione del comune di Malcesine, in provincia di Verona.
Il paese è attraversato dal fiume Aril, che, con i suoi 175 metri di lunghezza, è il fiume più corto d'Italia ed uno dei più corti al mondo (il primato spetta al fiume Reprua che scorre nell'Abcasia).
Notevole è il porticciolo con il mulino a vento.

## Geografia fisica
Cassone si trova a ca. 4 km a sud del centro di Malcesine.
Nel centro storico si trova la sorgente del fiume Aril.

## Storia
La località è menzionata per la prima volta in un documento del 1022.
Nel periodo compreso tra il 1889 e il 1913 la sorgente del fiume Aril forniva l'energia ad una centrale elettrica e a due mulini.

## Monumenti e luoghi d'interessi

### Architetture religiose

#### Chiesa II dei SS. Benigno e Caro Oratorio di Cassone

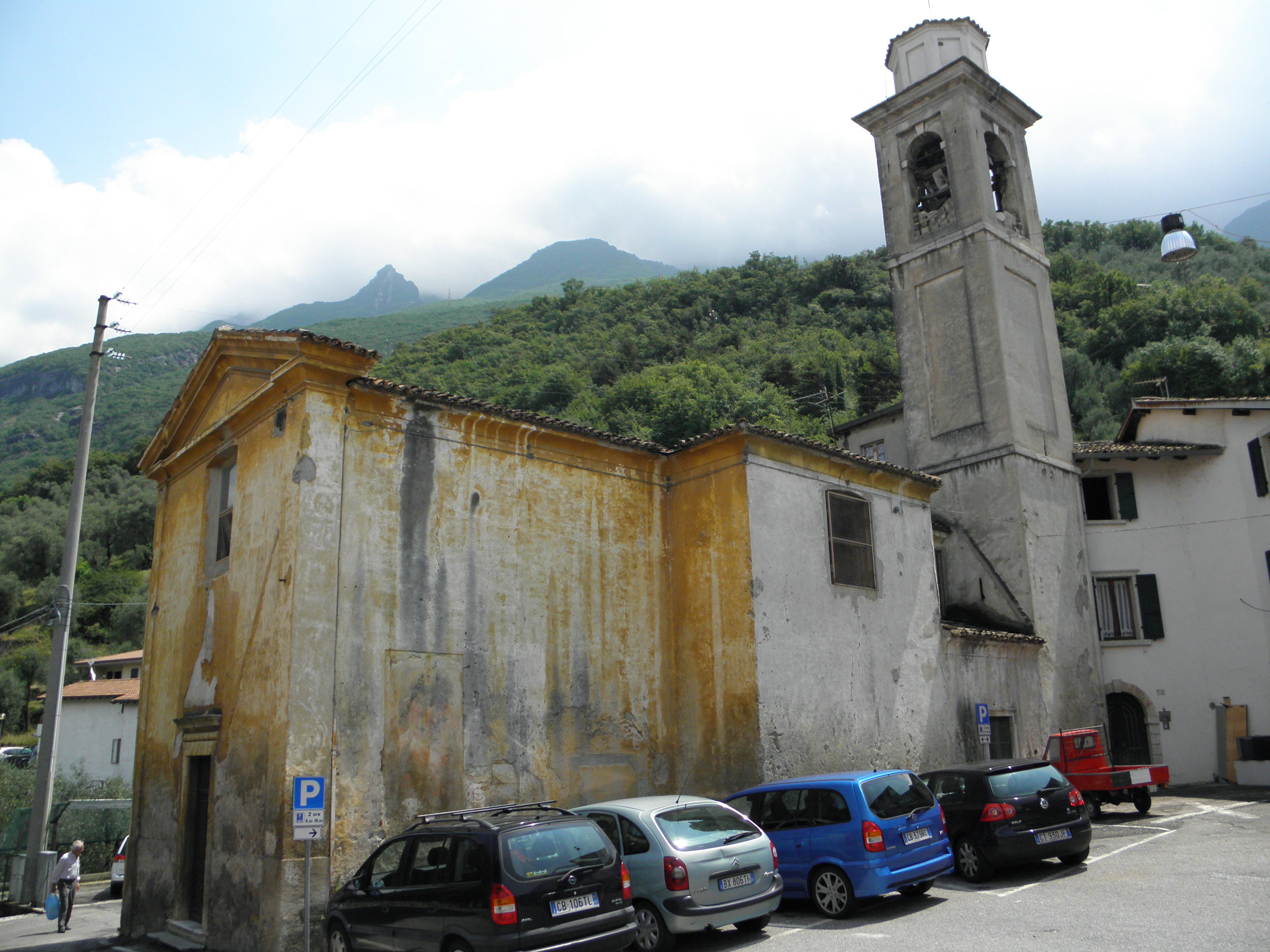
Cassone: l'antico oratorio dei Santi Benigno e Caro

Principale edificio religioso di Cassone è la Chiesa II dei SS. Benigno e Caro Oratorio di Cassone, le cui origini risalgono al 1494.

## Cultura

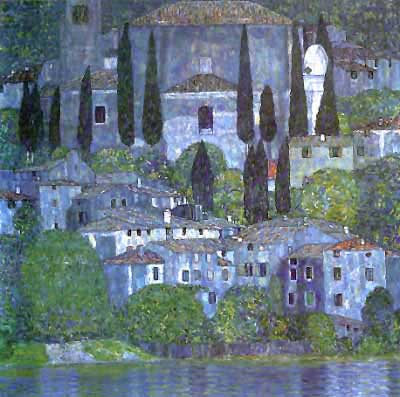
Gustav Klimt, Chiesa a Cassone sul Garda, 1913

- La località è stata immortalata nel 1913 dal pittore austriaco Gustav Klimt (1862 – 1918) nel dipinto Chiesa a Cassone sul Garda (Kirche in Cassone am Gardasee) durante una visita.
- Il campanile ospita 5 campane in Mi3 suonate secondo la tecnica dei concerti di Campane alla veronese.

### Musei
Lungo il fiume Aril, trova posto il Museo del Lago, un museo dedicato alle tradizioni locali legate alla pesca.

## Economia

### Turismo
La località è frequentata prevalentemente da turisti tedeschi e italiani